# Дзама
Дзама (яп. 座間市 Дзама-си) — город в Японии, находящийся в префектуре Канагава. Площадь города составляет 17,58 км², население — 129 027 человек (1 августа 2014), плотность населения — 7339,42 чел./км².

## Географическое положение
Город расположен на острове Хонсю в префектуре Канагава региона Канто. С ним граничат города Сагамихара, Ямато, Ацуги, Эбина.

## История
В городе Дзама находится крупнейший на Дальнем Востоке разведывательный центр Пентагона.

## Население
Население города составляет 129 027 человек (1 августа 2014), а плотность — 7339,42 чел./км². Изменение численности населения с 1980 по 2005 годы:
| 1980 | 93 503 чел.  |  |
| 1985 | 100 000 чел. |  |
| 1990 | 112 102 чел. |  |
| 1995 | 118 159 чел. |  |
| 2000 | 125 694 чел. |  |
| 2005 | 128 174 чел. |  |

## Символика
Деревом города считается османтус, цветком — подсолнечник однолетний, птицей — большая синица.

## Города-побратимы
- Смерна, США (1991)
- Дайсен, Япония (2005)